# 大垭乡 (阆中市)
大垭乡是原中国四川省阆中市下辖的一个乡，位于阆中市东部，得名于当地的羊还山和锣鼓寨两山之间的垭口——大垭口。大垭乡的历史较短，民国时期由金垭乡（现在的金垭镇）所辖，中华人民共和国成立后，在1956（待考）年成立大垭公社，于是大垭乡出世。大约在1990年代后期（具体年度待考），大垭有过短暂地划归金垭的管辖的历史，但不长时间又分出去了。公元2006年，大垭乡撤销，重新划归金垭。

## 山

### 羊还山
大垭境内最高的山，海拔600多米。传说山上有神羊，后被贼人所盗，藏在某处（后该地因此而命名为得羊）。再后，山民不畏路途艰险，克服重重困难，寻回神羊。羊失而复得，故命名羊还山。

### 锣鼓寨
与羊还山毗邻的山，海拔较低。山坡一侧有若干山洞，据传是八大王争天下（传闻如是，八大王何人？何时？均不详）时开凿。20世纪内战时候，这些山洞还派上用场。山上有万人坑，传说是张国涛的部队所为。

## 水

### 滹溪
大垭境内的流水从羊还山的东坡、北坡、西坡向三个方向流去。其中自羊还山西坡流下的水汇集成的河沟流经板桥沟村，称为滹溪南源，与另一支从锣鼓寨西坡流下来的，流经曹神观村的，称为滹溪北源的河沟，在板桥以下150米处汇合成滹溪。呼吸流经大垭乡百家坡村，金垭乡横梁子，扶农乡马家店，在新场汇入构溪河，全长约15里。

## 村庄
中华人民共和国成立后，全乡的村庄以数字命名，但2000年左右，开始使用俗名，现在已经放弃数字名称。

### 曹神观村
原为大垭乡六村。该村西北部有一山峰，元明时期山顶建有一清真院道观。清初曹姓族人从陕西迁来，渐次繁衍，占本村村民十之六七，于是将道观改称为“曹神观”，祭祀“曹神”。上世纪五十年代前，道观有袍哥组织“紫霞教”聚众设坛，1950年停止活动，1958年道观倾毁。该村原属金垭乡，称金垭乡曹家坪。1951年建制后为大垭乡八村、九村，大垭人民公社建立后为第六大队，一度（59-60年）改称为“英雄大队”。82年恢复乡制后为大垭乡六村，后去序号命名为“曹神观村”，沿用至今。原有“曹神观”道观建筑现已不存，仅留地名。

### 宝锋观村
当地有一座较高的山，传说有道观曰宝锋观，村名因此而得。内有一湾称二房湾。

### 保娘庙村
当地有一座寺庙——保娘庙，传说某朝妃子（待考）为躲避农民武装来此避难过。保娘庙在中華人民共和國成立后被改建成村小。